# Bruno Aveillan
Bruno Aveillan (* 1968 in Toulouse, Frankreich) ist ein französischer Multimediakünstler, Fotograf und Regisseur von Werbespots und Musikvideos.

## Musikvideos (Auswahl)
- The Farmer Project, Mylène Farmer 2008

## Werbespot
- 2001: Orange
- 2002: Time Warner
- 2003: Nintendo
- 2004: Bailey’s
- 2005: Audi Q7
- 2005: Magnum
- 2007: Philips
- 2008: Louis Vuitton
- 2009: Shangri La Hotels

## Veröffentlichungen
- Aveillan, Bruno: MNEMO#LUX. Vorwort: Zoé Balthus, Jan Ole Eggert. Kerber, 2010